# Viola ajtayana
Viola ajtayana är en violväxtart som beskrevs av Wagner. Viola ajtayana ingår i släktet violer, och familjen violväxter. Inga underarter finns listade i Catalogue of Life.